# Seznam slovenskih arhitektov

## A
- Jakica Accetto
- Matjaž Accetto
- Janez Ahačič
- Igor Ajtič
- Slavojka Akrapovič
- Janez Aljančič (športni objekti)
- Marijan Amalietti
- Marija Andoljšek
- Danilo Antoni (Italija)
- Marko Apih
- Marko Apollonio
- Grega Arh
- Gabrijel Arko
- Ilija Arnautovič
- Milan Arnež
- Vladimir Assejev
- Petra Atelšek (Cirman)
- Aleksander Ažman
- Janez Ažman
- Lucija Ažman (Momirski)
- Vladimir Ažman

## B
- Bojana Babič
- Blaž Babnik Romaniuk
- Marjeta Marija (Meta) Babnik Mravlja
- Rajko Bajc
- Janez Bahar
- Lidija Ariana Bahovec
- Ajdin Bajrović
- Štefan Baler
- Adolf Baltzer
- Živa Baraga (Moškon)
- Peter Bassin
- Valentin Battelino
- Alen Bauer
- Katarina Bebler
- Ana Belčič
- Leon Belušič
- Gregor Bergant
- Majda Bergant
- Edi Berk
- Nejc Bernik
- Matjaž Bertoncelj (arhitekt)
- Biba Bertok
- Dejan Bevc
- Justin Bevk
- Matija Bevk
- (Neda Bevk)
- Borut Bezjak
- Boris Bežan
- Jaka Bežan
- Marjan Bežan
- Nikolaj Bežek
- Sonja Bežek Zajec
- Julija Bežek-Kajzer
- Uroš Birsa
- Barbara (Barbka) Bizjak (Bukovac)
- Bojana Bizjak
- Grega Bizjak
- Igor Bizjak
- Janez Bizjak
- Jože Bizjak
- Milan Bižal
- Dušan Blaganje
- Mirko Blaznik
- Dejan Bleiweiss
- Matej Blenkuš
- Rok Bogataj
- Nuša Boh Pečnik
- Andrej Bohinc
- Raša Böhm Vidmar
- Matjaž Bolčina
- Simona Bonač
- Jaka Bonča
- Miloš Bonča
- Borut Bončina
- Dušan Borak
- Tanja Borovšak
- Marijan Božič
- Milan Božič
- Damjan Bradač
- Ljubo Brandner
- Urban Brandner
- Jana Braniselj
- Tomaž Brate
- Milko Bratina
- (Vladimira Bratuž)
- Katka Braz
- Irena Brecelj
- Ivan Bregant
- Marjeta (Ciuha) Brenk
- Tomaž Breskvar
- Vladimir Brezar
- Barbara Brinovčar
- Boris Briški
- Matjaž Briški
- Hrvoj(e) Brnčič
- Mirko Brnič Jager
- Janja Brodar
- Larisa Brojan
- Gregor Bucik
- Borut Bučar
- Blaž Budja
- Tomaž Budkovič
- Boštjan Bugarič
- Damjan Burcar
- Jože Burger?
- Miha Burger?
- Gvido Burja

## C
- Franc Cacak
- Valentin Caharija Simonitti
- Majda Cajnko
- Tatjana Capuder
- Margarita Carič Jančič
- Alfred Castelliz/Kastelic
- Jože Cej
- Marija Cerar
- Marjan Cerar
- Peter Cerkvenik
- Padma Chitrakar
- Marjan Cimolini?
- Mika Cimolini
- Katja Cimperman
- Josip Costaperaria (hrv.-slov.)
- Boštjan Cotič
- Marko Cotič
- Tina Cotič
- Antonio Cragnolini
- Mateja Cukala
- Jožica Curk
- Maša Cvetko
- I. Cvikl?
- Monika Cvirn
- Max Czeike

## Č
- Katarina Čakš
- Goran Čala
- Evgen Čargo
- Emilija Čebašek
- Miha Čebulj
- Petra Čeferin
- Sašo Čeh
- Vilko Čekuta
- Andreja Čeligoj
- Tomaž Čeligoj
- Matevž Čelik
- Branko Čepić
- Samo Černač
- Bogdan Černe
- Marjeta Černe
- Vojica Černe
- Andraž Černič
- Dušan Černič
- Andrej Černiček
- Andrej Černigoj
- Jaroslav Černigoj
- Milan Černigoj
- Mojca Černigoj Švigelj
- Nejc Černigoj
- Josip (Jože) Černivec
- Ilka Čerpes
- Boštjan Češarek
- Jernej Červek
- Gregor Čok
- Nives Čorak
- Andrej Čufer
- Božidar Čulk
- Božo Ćeranić Rozman

## D
- Saša Dalla Valle
- Boštjan Debelak
- Marjan Debelak
- Alenka Debenjak
- Leon Debevec
- Aljoša Dekleva
- Jože Dekleva (1944)
- Marko (Marijan) Dekleva
- Mateja Dekleva
- Borut Delak
- Gašper Demšar
- Igor Derlink
- Kristina Dešman
- Miha Dešman
- Milica Detoni Kurent (1926-1961)
- Marko Deu
- Matjaž Deu
- Živa Deu
- Aleksander Dev
- Irena Didek Pregl
- Kaliopa Dimitrovska (-Andrews)
- Zala Dobnik
- Breda Dobovišek
- Majda Dobravec Lajovic
- Jurij Dobrila?
- Jože Dobrin
- Miha Dobrin
- Damir Dobronić
- Polde Dolenc
- Stane Dolenc
- Vesna Dolenc?
- Robert Dolinar
- Urša Dolinar
- Sašo Domijan
- Lidija Dragišič
- Rafael Draksler
- Gašper Drašler
- Lojze (Alojzij) Drašler
- Herbert Drofenik
- Davorina Drolc Ahčin
- Ignac Dugar
- Mateja Duhovnik?
- Adolf Dukič?
- Matjaž Durjava

## E
- Tomaž Ebenšpanger
- Miloš Ebner
- Veronica Egart
- Marijan Eiletz (slov.-argent.)
- Vlado Emeršič
- Dušan Engelsberger
- Hinko Engelsberger?
- Vlado Ercegovič?

## F
- Gašper Fabijan
- Boštjan Fabjan
- Maks Fabiani
- David Faganel
- Franc Faleschini
- Dragotin Fatur
- Grazia Ferlazzo
- Vesna Ferluga
- Štefan Ficko
- Tomaž Fidler
- Alenka Fikfak
- Matej Filipčič
- Karel Filipič
- Polona Filipič
- Vladimir Filipič
- Bogdan Fink
- Monika Fink-Serša
- Vanja Fink
- Ljerka Finžgar
- Jerneja Fischer Knap
- Eva Fišer Berlot
- Miloš Florjančič
- Natalija Fon (Boštjančič)
- Lidija Frankovič
- Ernest Franz
- Mojca Fratnik
- Fritz Friedriger
- Johann N. Fuchs
- Barbara Furlan
- Ariana Furlan Prijon
- Danilo Fürst

## G
- (Boris Gaberščik star.)
- Milan Gabrič
- Aleš Gabrijelčič
- Boštjan Gabrijelčič
- Peter Gabrijelčič
- Meta Gabron
- Andreja Gabrovec
- Slavko Gabrovšek
- Hinko Gajšek
- Miran Gajšek
- Vladimir Gajšek (arhitekt)
- Damjan Gale (arhitekturni fotograf)
- Marjeta Gale (ind. oblikov.)
- Zmaga Gale
- Matjaž Garzarolli
- Marjana Gaspari Krajcar
- Oton Gaspari
- Damijan Gašparič
- Matej Gašperič
- Boštjan Gašperšič
- Marjan Gašperšič?
- Tanja Gašperšič
- Rok Gerbec
- Domen Gerkšič
- Vida Gerlanc
- Andrej Girandon
- Jernej Girandon
- Staša Blažič Gjura
- Janez Gjura
- Bojan Gjura
- Vinko Glanz
- Barbara Glavič
- Tadej Glažar
- Katarina Gnezda
- Vladimir Godinjski
- Jana Gojanovič-Purger
- Andrej Goljar
- Alenka Golob
- Ferdinand Gologranc?
- Zvonko Gorečan
- Valentin Gorenčič
- Dušan Gorjup
- Ivo Goropevšek
- Pavel Göstl
- Nika Grabar
- Dušan Grabrijan
- Matevž (in Nina) Granda
- Katarina Grasselli
- Rok Grdiša
- Ignac Gregorač
- Vanja Gregorc
- Gregor Gregorčič
- Miroslav Gregorič
- Tina Gregorič (Dekleva)
- Mojca Gregorski
- Jadranka Grmek
- Jure Grohar
- Gorazd Groleger
- Samo Groleger
- Ana Gruden
- Aleš Guček
- Eva Gusel
- Božidar Gvardijančič

## H
- Marijan(c)a Habicht
- Marlenka Habjanič
- Janez Hacin
- Aleš Hafner
- Benjamin Hafner
- Borut Hafner
- Boštjan Hafner
- Mateja Hafner Dolenc
- Andrej Halas
- Janko Hartman
- Ana Hawlina
- Jerica Herman
- Mojca Herzog
- Zdenko Hlavaty
- Meta Hočevar
- Primož Hočevar
- Karel Holinsky
- Dare Homan
- Andrej Hrausky
- Feliks Hribernik
- Mavra Hribernik-Sbrizaj
- Jasna Hrovatin
- Vesna Hrvatin
- Jernej Hudolin
- Ljubo Humek
- Herman Hus
- Karol (Karlo) Huss

## I
- Marjetica Ilich Štefanec
- Bor Ivačič
- Alenka Ivančič Felicijan
- Maja Ivanič
- France Ivanšek
- Marta Ivanšek Ravnikar
- Aleš Borut Ivanko

## J
- Ivan (Janez) Jager
- Dario Jagodic
- Greta Jagodic
- Danijel Jagrič
- Jure Jaklič
- Vekoslav Jakopič (1914 - 2012)
- Nada Jakopič Blaganje
- (Jernej Jakopin)
- Mojca Jambrek-Herzog
- Marija Jamšek
- Andreja Jan
- Adrian Janc
- Vladimir Jandl
- Marko Jaušovec
- Miha Jazbinšek
- Rajmund Jeblinger
- Tomaž Jeglič
- Jože Jelenec
- Tomaž Jelovšek
- Marija Jenko
- Damjan Jensterle?
- Jurij Jenšterle (1925-1993)
- Emir Jelkić
- Dimitrij Jeraj
- Rok Jereb
- Silvij Jereb
- Aleš Jerman
- Bojko Jerman
- Mitja Jernejec
- Primož Jeza
- Ferdinand (Nande) Jocif
- Ferdo Jordan
- Andreja Jug
- Oton Jugovec
- Igor Jurančič
- Andreja Jurc Pahor
- Emil Jurca
- Niko Jurca
- Sanja Jurca Avci
- Ivo (Ivan) Jurečič (Vurnikov učenec)
- Tomo Jurčič
- Dušan Jurkovič
- Andrej Justin
- Matevž Juvančič
- Borut Juvanec

## K
- Štefan Kacin
- Miha Kajzelj
- Mirko Kajzelj
- Dušan Kajzer
- Silvija Kajzer
- Andrej Kalamar
- Igor Kalčič
- Nives Kalin Vehovar
- Miran Kambič
- Monika Kambič Mali
- Marjanca Kanc-Čučkova
- Tomaž Kancler
- Blaž Kandus
- Breda Kapelj
- Peter Kariž
- Matjaž Karlovšek
- Andrej Kasal
- Mateja Katrašnik
- Andrej Kavčič
- Lenka Kavčič
- Andrej Kemr
- Jožef Kerec
- Miha Kerin
- Damjana Kerševan
- Peter Kerševan
- Simon Kerševan
- Alenka Kham-Pičman
- Lado Kham
- Rasto Kirn
- Milena Kitek
- Toša Kitek
- Vid Klančar
- Rok Klanjšček
- Fedja Klavora
- David Klobčar?
- Robert Klun
- Boris Kobe
- Janez Kobe
- Jurij Kobe
- Vilma Kobilšek
- Pavla Koc
- Jana Kocbek
- Ciril Metod Koch
- Andrej Kocjan
- Danilo Kocjan
- Alenka Kocuvan Polutnik
- Frančiška Kočar
- Cveto Koder
- Borut Kokelj in Barbara Kokelj
- Kamilo Kolarič
- Boštjan Kolenc
- Jurij Kolenc
- Nataša Kolenc
- Urša Komac
- Dušan Končar
- Stanko Konjedic
- Josip Konstantinović
- Edith Kopač
- Vlasto Kopač
- Jože Kopitar
- Nejc Koradin
- Natalija Koranter
- Anže Koren
- Igor Koren
- Alenka Korenjak
- Janez Koritnik
- Marko Korošec?
- Matevž Korošec
- Marko Korošic
- Janez Korpar
- Nande Korpnik
- Anastasia Korsič
- Miroslav Kos
- Miloš Kosec
- Nataša Koselj
- Franjo Kosovel
- Aleš Košak*
- Grega Košak
- Karin Košak
- Fedja Košir
- Mitja Košir
- Gregor Košorok
- Karlo Košuta (1950)
- Jure Kotnik
- Andrej Kovač
- Helena Kovač
- Milan (Zdravko) Kovač
- Tom Kovač (slov.-avstralski)
- Maja Kovačič
- Stane Kovič
- David Kozamernik
- Anton Koželj
- Janez Koželj
- Jože Koželj
- Urša Koželj
- Vladimir Koželj
- Αlenka Kragelj Eržen
- Jernej Kraigher
- Aleš Krainer
- Viljem Krainer
- Vladimir Krajcar
- Miro Krajnc (Mirko Kranjc?)
- Jože Krajnčič?
- Josip Krajnik
- Jasna Kralj
- Niko Kralj
- Tone Kralj?
- Zlat Kralj
- Marko Kramar
- Dušan Kramberger
- Janko Kramberger
- Ivo Kranjc
- Julijan Krapež
- Branko Kraševac
- Gregor Kraševac
- Igor Kraševac
- Mojca Kraševac
- Jože Kregar (arhitekt)
- Majda Kregar
- Peter Kregar (arhitekt)
- Rado Kregar
- Simon Kregar
- ??? Kreitmayer
- Zoran Kreitmayer
- Gregor Kresal
- Janez Kresal
- Janez Kreševič
- Žiga Kreševič
- Jože Krisper
- Samo Kristan
- Mitja Kristančič
- Stanko Kristl
- Živa Kristl
- Tomaž Krištof
- Edo Krivic
- Svetozar Križaj
- Matjaž Križman
- Urša Križman
- Milan Križnar
- Valentin Kropivšek
- (Juta Krulc)
- Mirta Krulc Mokorel
- Lena Krušec
- Tomaž Krušec
- Pavel Kryl?
- (Ana Kučan)
- Špela Kuhar
- Alenka Kumer
- Sonja Kunčič
- Tine (Valentin) Kurent
- Vid Kurinčič
- Domen Kušar
- Jože Kušar
- Klemen Kušar
- Janez Kuzman
- Miro Kvas
- Franc Kvaternik
- Mateja Kvaternik Zupan

## L
- Dean Lah
- Ivo Lah
- Ljubo Lah
- Zorko Lah?
- Laibacher?
- Janez Lajovic
- Majda Lajovic Dobravec
- Tomi (Tomaž) Lajovic
- Tomi Lajovic
- Janja Lap?
- Danilo Lapajne
- Marijan Lapajne
- Miloš Lapajne
- (Sonja Lapajne Oblak)
- (Svetko Lapajne)
- Milivoj Lapuh
- Anton Laščak
- Lašič
- Valentina Lavrenčič
- Saša Lavrinc
- Bojan Lebar
- Jožica Lebar
- Darko Lečnik
- Miha Lečnik
- Milojka Lečnik Urbar
- Ivan Ledl?
- Marina Lekič
- Milan Lemič
- Leonid Lenarčič
- Vinko Lenarčič
- Dan Lenard
- Jure Lenard
- Mojca Lenart
- Sabina Les
- Boris Leskovec
- Špela Leskovic
- Anton Lešnik
- Marjan Lešnik
- Bojan Leva
- Darko Likar
- Martina Lipnik
- Kaja Lipnik Vehovar
- Stojan Lipolt
- Darja Lisjak
- Vlatka Ljubanović
- Uroš Lobnik
- Marijan Loboda
- Andrej Lodrant
- Anika Logar (r. Kordaš)
- Anina Logar
- Teodor Lojk
- Peter Lovšin
- Polonca Lovšin
- Mladen Lukas
- Dušan Lukša
- Jernej Lukša
- Igor Lunaček
- Milovan Lunder
- Vito Lužar
- Aleksander Lužnik

## M
- Saša Mächtig
- Tomaž Mächtig
- Gregor Maček (stavbenik)
- Matija Maček (stavbenik)
- Miha Maček
- Marko Mahnič
- Andrej Mahovič
- Nina Majoranc
- Ksenija Makarovič
- Jana Malenšek?
- Saša Malenšek
- Lidija Malerič
- Travica Maleš Grešak
- Jurij Malešević
- Darja Marinček Prosenc
- Mladen Marinčič
- Božidar Marinič
- Jože Marinko
- Matija Marinko
- Peter Marolt
- Tomaž Marolt
- Boris Matič
- Izidor Martinjak
- Carlo Martinuzzi
- Damjan Marušič
- Aljoša Matanovič
- Nada Matičič (1950)
- Barbara Matul Kalamar
- Ivo Medved
- Matej Medved
- Emil Medvešček
- Tomaž Medvešček
- Maja Mejak
- Adolf Menaše (Menasze)
- Jože Mesar
- Sonja Miculinić
- Tomaž Mihelčič
- Milan Mihelič
- Črtomir Mihelj
- Edo Mihevc
- Bogdan Mikuž
- Miha Milič
- Jovica Milošević
- Živomir Milovanovič
- Edib Miralem
- David Mišič
- Andrej Mlakar
- Samo Mlakar
- Tone Mlakar
- Matej Mljač
- Alenka Močnik
- Špela Modic
- Urban Modic
- Dušan Moškon
- Jože Motoh
- Domen Mozetič
- Mitja Mozetič
- Franc Možek
- Darja Mrevlje Pollak
- Mirko Mršnik
- Mirko Mrva
- Alojz Muhič
- Stanko Murko
- Meta Muršec
- Miloš Musulin
- Barbara Mušič?
- Janez Mušič
- Marjan Mušič
- Marjan "Zula" Mušič
- Miklavž Mušič
- Marko Mušič
- Seta Mušič ?
- Vladimir Mušič
- Vladimir Braco Mušič

## N
- Miha Nahtigal
- Roberto Nanut
- Emil Navinšek
- Majda Neřima
- Matej Nikšič
- Ljudmila Noč
- Tomaž Noč
- Andrej Nolda
- Feri Novak
- Niko Novak
- Mladen Novak
- Radmila Novak-Ciuha
- Tomaž Novljan

## O
- Andreja Oblak
- Ciril Oblak
- Ana Ocvirk Šafar
- Marjan Ocvirk
- Peter Ocvirk
- Primož Ocvirk
- Peter Ogorelec (maketar)
- (Dušan Ogrin)
- (Gustav Ogrin)
- Sani Okretič
- Artur Olaj
- Janko Omahen
- Miro Oman
- Rok Oman
- Martin Omerza
- Miroslav Oražem
- Igor Orešič
- Aleksander S. Ostan
- Janez Oswald

## P
- Peter Pahor- "Ptica"
- Mateja Panter/Mattea Panterr
- Borut Pečar
- Borut Pečenko
- Matjaž Pangerc
- Milena Papič
- Hans Pascher
- Ivan Paškulin
- Vojko Pavčič?
- Marjan Paternoster
- Irena Pavlič (arhitektka)
- Gregor Pavlin
- Nataša Pavlin
- Sergej Pavlin
- Igor Pavšek
- Lea Pavšek
- Peter Pavšič (arhitekt)
- Martin Pegan
- Matjaž Pegan
- Majda Pehani
- Ivan Pengov
- Miha Peperko
- Brigita Pernuš Gantar
- Mario Perossa
- Vasa Perović
- Matija Perski (Matija Persky)
- Aleksander Peršin
- Miha Pešec
- Milan Petek
- Jože Peterkoč
- Marko Peterlin
- Denis Petrovčič
- Metod Pfeifer?
- Nadja Pfeifer
- Anton Pibernik
- (Boris Pipan)
- (Marjan Pipenbaher)
- Jana Pipp
- Katarina Pirkmajer-Dešman
- Tom Pirkmajer
- Pavel Pirnat
- Sandi Pirš
- Primož Pislak
- Ljubo Pivk
- Matjaž Planinc
- Anja Planišček
- Peter Plantan
- Jože (Josip) Platner
- Manca Plazar
- Jože Plečnik
- Boris Pleskovič ?
- Romana Pleteršek
- Franci Pliberšek
- Marjan Poboljšaj
- Boris Počkar?
- Lidija Podbregar Vasle
- Andreja Podlipnik
- Urša Podlipnik
- Božo Podlogar
- Boris Podrecca
- Kaja Pogačar
- Andrej Pogačnik
- (Ciril Pogačnik)
- Marinka Pogačnik
- Milan Pogačnik (arhitekt)
- Peter Pokorn
- Natalija Polenec
- Rok Poles
- Karel Pollak (arhitekt)
- Miha Polutnik
- Franc Popek
- Radisav Popović
- Hugo Porenta
- Robert Potokar
- Marjetica Potrč
- Andrea Pozzo
- (Jože Požauko)
- Peter Požauko
- Darko Poženel
- Minka Prajnc Šarler
- Ferdinand (Fric) Pregrad
- Miha Praznik
- Boris Predalič
- Irena Barbara Predalič
- Mojmir Prelog?
- Andrej Prelovšek
- Eva Prelovšek Niemelä
- (Matko Prelovšek)
- Rajmund Premrl
- Vilibald Premzl
- Darija Preradović
- Marko Pretnar & Katarina Štok Pretnar
- Špela Prezelj
- Metod Prijatelj
- Aleš Prijon
- Jernej Prijon
- Mitja Primec
- Ignac Primožič
- Jurij Princes (1933-2022)
- Aleš Prinčič
- Mojca Prinčič
- Vili Prinčič
- Vojko Prinčič
- Blaž Pristovšek ?
- Miha Prosen
- Željko Pupič
- Bogomir Pust
- Uroš Pust
- Viktor Pust

## R
- Mitja Race
- Danica Račič-Ahačič
- (Milan Radin)
- Sandi Radovan?
- Boris /Anže Radšel
- Ina Radšel
- Meta Rainer-Bassin
- Iztok Rajšter
- Joseph Rakotorahalahy
- Ivan Ramšak
- Vid Ratajc
- Peter Rau
- Edo Ravnikar mlajši
- Edvard Ravnikar
- Gorazd Ravnikar
- Ana Ravnikar Mavko
- Martin Ravnikar
- Vojteh Ravnikar
- Žiga Ravnikar
- Eva Razboršek
- Metka Razboršek-Rebolj
- Uroš Razpet
- Vid Razinger
- Bika Rebek
- Borut Rebolj
- Igor Recer
- Bogdan Reichenberg
- Gregor Reichenberg
- Sašo Rek
- Katja Repič Vogelnik
- Roman Rems
- Vasja/Vasko Repinc
- Renato Repše
- Gregor Rihar (arhitekt)
- France Rihtar
- Katja Rihtar Šušnik
- Klemen Rodman
- Stanislav (Stanko) Rohrman
- Lojze Rojec
- Peter Rolih
- Riko Rosman
- Primož Roškar
- Uroš Rošker
- Barbara Rot
- Božo Rot
- Boro Rotovnik
- Lučka Rozin Šarec
- Boris Rozman
- Božo Ćeranić Rozman
- (Vinko Rozman)
- Janko Rožič
- Maja Rudolf Markovič
- Tina Rugelj
- Tina Rupar Kobe
- Nataša Rus
- Olga Rusanov
- Božidar Rustja
- Uroš Rustja
- (Donatella Ruttar)
- Andrej Ržišnik

## S
- (Eta Sadar Breznik)
- Jure Sadar (Cveta in Jure Sadar)
- Jurij Sadar
- Dominik Sagadin
- (Maruša Sagadin)
- Zvonko Sagadin
- Nastja Sajovic
- Dušan Samec
- Maša Samec
- (Igor Sapač)
- (Valentin Scagnetti 1909-2012)
- Tone Schlaus
- Bojan Schlegl
- Tomaž Schlegl
- (Johann Schöbl)
- Vladimir Sedej?
- Vladislav Sedej
- Saša Sedlar
- Marko Selan
- Mojca Selinšek
- (Niko Seliškar)
- Peter Seljak
- (Richard Sendi)
- Drago Senica - Pi
- Domicijan Serjanik
- Anin Sever
- Janja Sever
- Milan Sever
- Savin Sever
- Marjan Sežun
- Alenka Sfiligoj
- Miško Sibila
- Branko Simčič
- Izidor Simčič
- Borut Simič
- Denis Simčič
- Mitja Simoniti
- Valentin (Caharija) Simonitti
- Metka Sitar
- Kamilo Sitte
- Josip (Jože) Sivec
- Gašper Skalar
- (Judita Skalar)
- (Peter Skalar)
- Stojan Skalicky
- Vanja Skalicky
- (Luka Skansi)
- Štefan Skledar
- Bogdan Skoberne (1915-78)
- Jan Soberne
- Miha Skok
- Sanja Skorobrijin
- Saša Skubic
- Tomaž Slak
- Blaž Slapšak
- Lara Slivnik
- Robert Smielowski (1863-1954)
- Brane Smolej
- Jaka Sokler
- Tomaž Souvan
- Alenka Sovinc Božič
- Primož Šmajdek
- Peter Sovinc
- Ivo Spinčič (Spinčić)
- Bogdan Spindler
- Venčeslav Sprager/Šprager?
- Jože Sraka
- Danica Sretenović
- Bojan Srpčič
- Boris Stančev
- (Ciril Stanič)?
- Ivan Stanič
- Tomo Stanič?
- Ljubiša Stanojević
- Mira Stantič
- Nives Starc
- Niko Stare (krajinski)
- Tihomir Stepanov
- Mojca Sterle
- Nevenka Sterlekar
- Tanisa Sterlekar-Benulič
- Bogdan Stemberger
- Veselin Stojanović
- Alejandro Stoka (Štoka) (slov.-argent.)
- Peter Stopar
- Janez Stoporko
- Andrej Strehovec
- Tomaž Strehovec
- Maks Strenar
- Viljem Strmecki
- Ana Struna Bregar
- Marko Studen
- (Bojan Stupica)
- Lucija Stupica-Enbohm
- Matija Stupica
- (Anton Suhadolc)
- Janez Suhadolc
- Matija Suhadolc
- Matjaž Suhadolc
- Mima Suhadolc
- Viktor Sulčič (slov.-argent.)
- Tihomir (Miro) Sulič
- Eva Svete
- Beno Svetina

## Š
- Andrej Šabec
- Dušana Šantel Kanoni
- Aleš Šarec
- Lučka (Rozin) Šarec
- Mojca Šašek Divjak
- Štefan Šček
- Veronika Ščetinin
- Tanja Šebek (Šuštaršič)
- Aleš Šeligo
- Jožef Marija Šem(e)rl
- Marko Šenk
- Peter Šenk
- Nikolaj Šercer
- Igor Šilc
- Jernej Šipoš
- (Lidija Šircelj)
- Drago Škerlavaj
- Peter Škerlavaj
- Alenka Škofič
- Živka Škrabar & Ines Š.?
- Marinka Škrilec
- Sanja Škrinjar
- Tina Škrinjar
- Igor Škulj
- Slavko Škulj
- Marko Šlajmer
- Andrej Šmid (st./ml.)
- France Šmid
- Jelka Šolmajer
- Katja Šoltes
- Mihajlo Šoltes
- Marjan Šorli
- Milojka Špacapan Batič
- Primož Špacapan
- Mateja Špan
- Urška Šparemblek
- Matjaž Špolar
- Nina Štajner
- Matej Štefanac ?
- Drago Štefanec
- Maja Štembal Capuder
- Andreja Štok
- Alejandro Štoka/Stoka (slov.-argent.)
- Boštjan Štolfa
- Andreja Štrukelj Sinčič
- Ivo Štrukelj
- Milan Štrukelj
- Tomaž Štrukelj
- Vojka Štrukelj
- Nataša Štupar Šumi
- Franci Šubelj
- Barbara Viki Šubic
- Špela Šubic
- Vladimir Šubic
- Gizela Šuklje
- Nataša Šumi
- Dunja Šutanovac
- Nina Šuštaršič
- Barbara Šušteršič (Perovič)
- Dušan Šušteršič
- Polona Šušteršič
- Katja Švab
- Mojca Švigelj Černigoj
- Stane Švigelj

## T
- Sonia Trošt
- László Takács (Prekmurje-Madž.)
- Branka Tancig (Novak)
- Dalija Tanšek
- Maja Tasič-Demšar
- Ciril Tavčar
- Klemen Tavčar
- Boštjan Temniker
- Robert Tepež
- Damjan Tepina
- Marjan Tepina
- Aleš Tišler
- Milena Todorič Toplišek
- Branko Tomac
- Milan Tomac
- France Tomažič
- Ronald Tomažič
- Ludvik Tomori
- Luka Tomori Matjaž &Šimen Tomori
- Erna Tomšič
- Martina Tomšič
- Rikardo Tomšič
- Matjaž Tonkli
- Aleksandra Torbica
- Andraž Torkar
- Polde Torkar
- Vinko Torkar
- Bojan Tratnik
- Lado Tratnik
- Sanja Traunšek
- Aljoša Trebše
- Jože Trebše
- Janez Trenz
- (Viljem Treo)
- Mladen Treppo
- Rok Triller
- Mateja Trobec Lah
- Peter Trpin
- Gregor Trplan
- Mario Turel (slov.-argent.
- Gregor Turnšek

## U
- Danilo Udovič
- (Hugo Uhliř)
- Drago Umek
- Damjana Umnik
- Bogomir Ungar
- Damijan Uranker
- Bruno Urh
- Carmen Urh
- Branko Uršič
- Marjan Uršič
- Marko Uršič?
- Darko Usenik
- Jože Usenik
- Marko Ušaj
- Janez Urbanc (športni objekti)
- Gregor Turnšek

## V
- Venceslav Vadlav
- Tomáš Valena (češ.-slov. rodu)
- Jana Valenčič
- Janez Valentinčič
- Martin Valinger
- Josip Vancaš (bosansko-hrvaško-slov.)
- Fran Varšek
- Mojca Vasle Cejan
- Egon Vatovec
- Vido (Vladimir) Vavken
- Tadej Veber &Jerneja Ačanski Veber
- Arne Vehovar
- Franci Vehovar
- Ula Vehovar Kenda
- Gregor Velepec
- Alenka Velkavrh
- Amalija Venturini
- Tomaž Verbole
- Majda Verčnik?
- Petra Verhovčak
- Vesna Vesel
- Robert Veselko
- Viktor Vičič
- Špela Videčnik
- Aleksander Vidmar
- Manlio Vidovich
- Vid Vidovič
- Tea Vilhar Vidovič
- Mojca Vimos Kocbek
- Matej Vinazza
- Igor Vintar
- Oskar Virag
- Klemen Vodnik
- Aleš Vodopivec
- Iztok Vodušek
- Blaž Vogelnik
- Boris Volk
- Jure Vombergar (slov.-argent.)
- Janez Vovk
- Marija Vovk
- Sašo Vovk
- Tomaž Vovk
- Mitja Vovko
- Jani Vozelj
- Mirko (Tugomir) Vozelj
- Matej Vozlič
- Vesna Vozlič Košir
- Matic Vrabič
- Nebojša Vranešič
- Virginia Vrecl
- Aleš Vrhovec
- Marjan Vrhovec
- Janez Vrhunc
- Urška Vrhunc
- Marjan Vrtovec
- Boštjan Vuga
- Tomaž Vuga
- Aleksander Vujović
- Mladen Vukmirović
- Ivan Vurnik

## W
- Tadej Weilguny
- Andrej Weingerl
- Dimitri Waltritsch

## Z
- Janko J. Zadravec
- Brane Zalar
- Miloš Zalaznik
- Mitja Zalokar?
- Jurij Zaninović
- Damjana Zaviršek Hudnik
- Alma Zavodnik Lamovšek
- Miha Završnik
- Silvester Zavrtanik
- Ciril Zazula
- Martina Zbašnik
- Mirko Zdovc
- Katja Zelinka Škerlevaj
- Jurij Zeriali (Italija)
- Rado Zgonik
- Peter Zidanič
- (Janko Zlodre)
- Mitja Zorc
- Maruša Zorec
- Ira Zorko
- Candido Zulliani
- Ivan Zupan (1888 - 1948)
- Rudi Zupan
- Zvone Zupan(ek?)
- Marjan Zupanc
- Monika Zupanc Kovač
- Bogo Zupančič
- Marko Zupančič
- Matej Zupančič
- Petja Zupančič
- Tadeja Zupančič Strojan
- Brane Zvonar
- Jelena Zwitter

## Ž
- Tadej Žaucer
- Danica Žbontar
- Vesna Žegarac Leskovar
- Barbara Železnik Bizjak
- Tomaž Železnik
- Gašper Žemva
- Janez Žerjav
- Aleš Žetko
- Barbara Žetko
- Viktor Žigon
- Maša Živec
- Katja Žlajpah
- Lučka Žlender
- Aleš Žnidaršič
- Ivo Žnidaršič
- Pavel Žnidaršič
- Rok Žnidaršič
- Tadej Žugman
- Vanda Žunič
- Marko Župančič